# Zandhoven
Zandhoven – miejscowość i gmina (gemeente) w Belgii, w Regionie Flamandzkim, w prowincji Antwerpia, w okręgu Antwerpia. 1 stycznia 2024 roku zamieszkana przez 21 794 osoby.

## Demografia
| Rok                | 1806  | 1880  | 1900  | 1930  | 1970  | 1990   | 2020   | 2024   |
| ------------------ | ----- | ----- | ----- | ----- | ----- | ------ | ------ | ------ |
| Liczba mieszkańców | 2.540 | 3.200 | 3.564 | 5.330 | 7.892 | 10.684 | 13.071 | 13.445 |

## Podział administracyjny
W skład gminy wchodzą cztery dzielnice (deelgemeente):
- Massenhoven
- Pulderbos
- Pulle
- Viersel

## Współpraca
- Alheim, Niemcy